# Silas Kreienbühl
Silas Kreienbühl (* 8. November 1983 in Hildisrieden) ist ein Schweizer Künstler und Kurator. 

## Leben
Silas Kreienbühl ist in Hildisrieden und Neudorf aufgewachsen. Nach dem Maturitätsabschluss studierte er an der Zürcher Hochschule der Künste und wechselte wenig später an die Hochschule Luzern, wo er den Studiengang «Kunst und Vermittlung» 2009 mit dem «Bachelor of Arts in Fine Arts» abschloss. Von 2007 bis 2011 war er in der kantonalen Leitung der Pfadi Luzern tätig, die letzten zwei Jahre davon als Kantonsleiter.
Seit 2010 ist Silas Kreienbühl Direktor des KKLB, Kunst und Kultur im Landessender Beromünster, wo er unter anderem für die Ausstellungen als Kurator zuständig ist und selbst auch als Künstler an Ausstellungen teilnimmt. Das KKLB ist eines der grössten Kunst- und Kulturprojekte der Schweiz. Zusammen mit dem Künstler Wetz organisiert und betreut Silas Kreienbühl seit 2013 das Projekt «Kunst im Spital» im Luzerner Kantonsspital in Luzern. 
Seit Januar 2017 leitet Kreienbühl die KKLB Filiale in Berlin.

## Werk
Neben Skizzen und Installationen bilden fotografische Arbeiten den Hauptbestandteil des künstlerischen Schaffens von Silas Kreienbühl. Er selbst bezeichnet seine künstlerische Arbeit als «Forschungsarbeit» unter dem Titel «Spazieren». Als eine Spezialform bezeichnet Kreienbühl dabei das «Spazieren zu zweit». Hierbei fragt er interessante Menschen, darunter viele prominente Persönlichkeiten, für einen gemeinsamen Spaziergang an. Es gehe ihm dabei um die Auseinandersetzung mit dem, was in diesen Momenten tatsächlich da sei und passiere.